# Keone Young

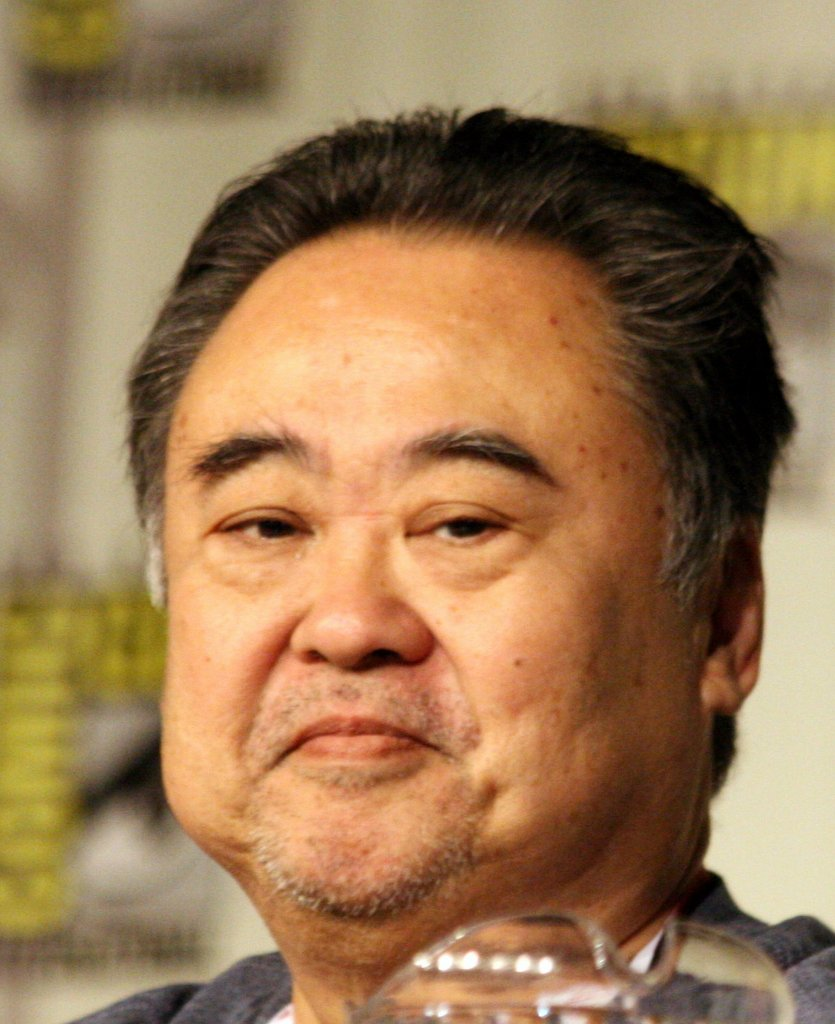
Young beim San Diego Comic-Con (2015)

Keone Joseph Young (* 6. September 1947 in Honolulu, Hawaii) ist ein US-amerikanischer Schauspieler und Synchronsprecher.
Keone Young ist der Sohn eines chinesischen Vaters und einer japanischen Mutter und wurde auf Hawaii geboren. Seit Ende der 1960er Jahre war er im US-Fernsehen und auch Spielfilmen in zahlreichen Nebenrollen zu sehen. Seit 2001 wird er auch als Sprecher in Animationsserien und Computerspielen angefragt.
Ab 2004 spielte er Mr. Wu in der Serie Deadwood. In der Zeichentrickserie American Dragon sprach er die Rolle des Großvaters Lao Shi ein. Weitere Sprechrollen waren Avatar – Der Herr der Elemente oder Star Wars Rebels als Commander Sato.
Insgesamt wirkte er bei über 240 Produktionen mit.

## Filmografie (Auswahl)
- 1980: Schütze Benjamin (Private Benjamin)
- 1982: Frances
- 1982: Hart aber herzlich (Hart to Hart; Folge: Unterwasserjagd)
- 1990: Challenger
- 1992: … aber nicht mit meiner Braut – Honeymoon in Vegas (Honeymoon in Vegas)
- 1994: Golden Gate
- 1994: North
- 1994: My Girl 2 – Meine große Liebe (My Girl 2)
- 2000: Surfer Girls (Rip Girls)
- 2000: Ey Mann, wo is’ mein Auto? (Dude, Where’s My Car?)
- 2001–2005: Alias – Die Agentin (Alias, Fernsehserie, 4 Folgen)
- 2004–2006: Deadwood (Fernsehserie, 18 Folgen)
- 2004–2006: Hi Hi Puffy AmiYumi (Zeichentrickserie, 39 Folgen, Stimme)
- 2005–2007: American Dragon (Zeichentrickserie, 45 Folgen, Stimme)
- 2005–2008: Avatar – Der Herr der Elemente (Avatar: The Last Airbender, Zeichentrickserie, 8 Folgen, Stimme)
- 2006: Crank
- 2006: Dr. House (Episode 1x20)
- 2006: Halloweentown 4 – Das Hexencollege (Return to Halloweentown)
- 2008: Mighty B! Hier kommt Bessie (The Mighty B!, Zeichentrickserie, 5 Folgen, Stimme)
- 2012: Men in Black 3
- 2012: Stand Up Guys
- 2015–2017: Star Wars Rebels (Computeranimationsserie, 17 Folgen, Stimme)
- 2023: Gremlins – Secrets of the Mogwai (Computeranimationsserie, Episode 1x06, Stimme)